# Abbesses
Abbesses – stacja linii nr 12 metra  w Paryżu. Stacja znajduje się w 18. dzielnicy Paryża. Została otwarta 31 października 1912. W latach 2006–2007 przeprowadzono renowację stacji.

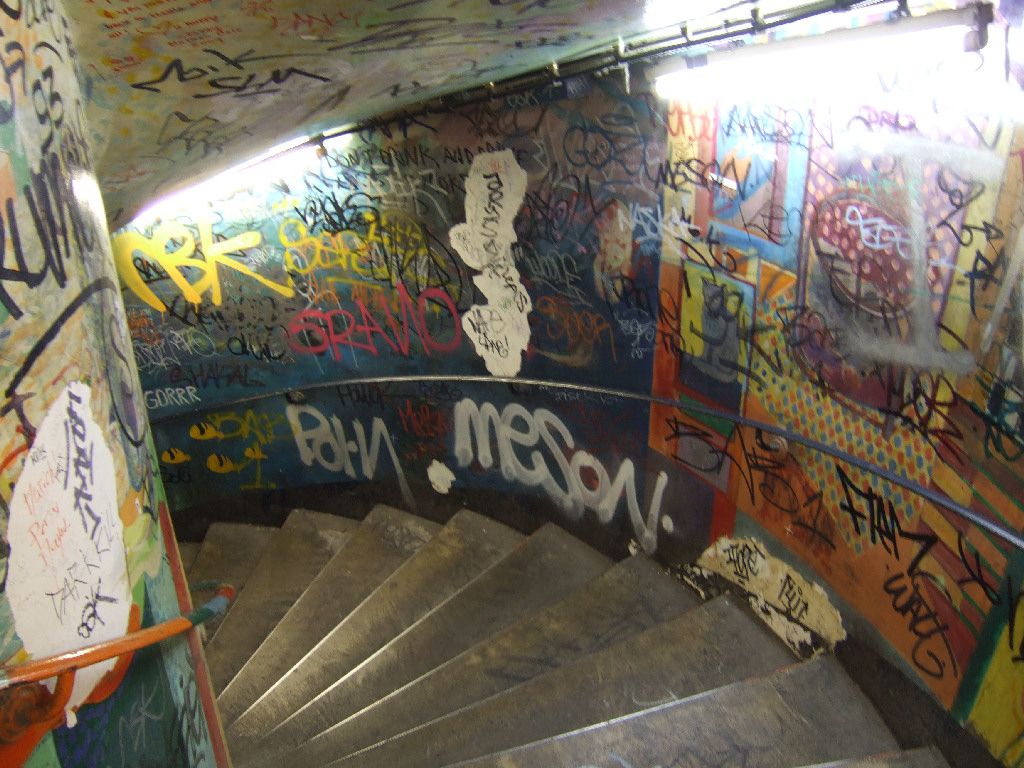
Graffiti przy schodach
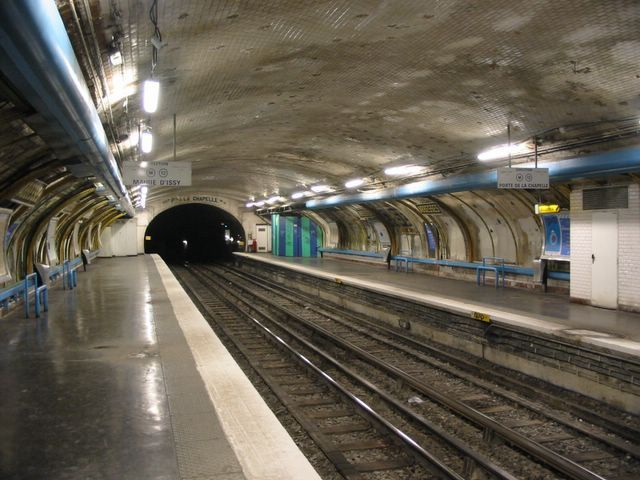
Peron stacji